# Прогалини Великі
Прогалини Великі (або Прогалин, Пшеґаліни-Дуже, пол. Przegaliny Duże) — село в Польщі, у гміні Комарівка-Підляська Радинського повіту Люблінського воєводства. Населення — 512 осіб (2011).

## Історія

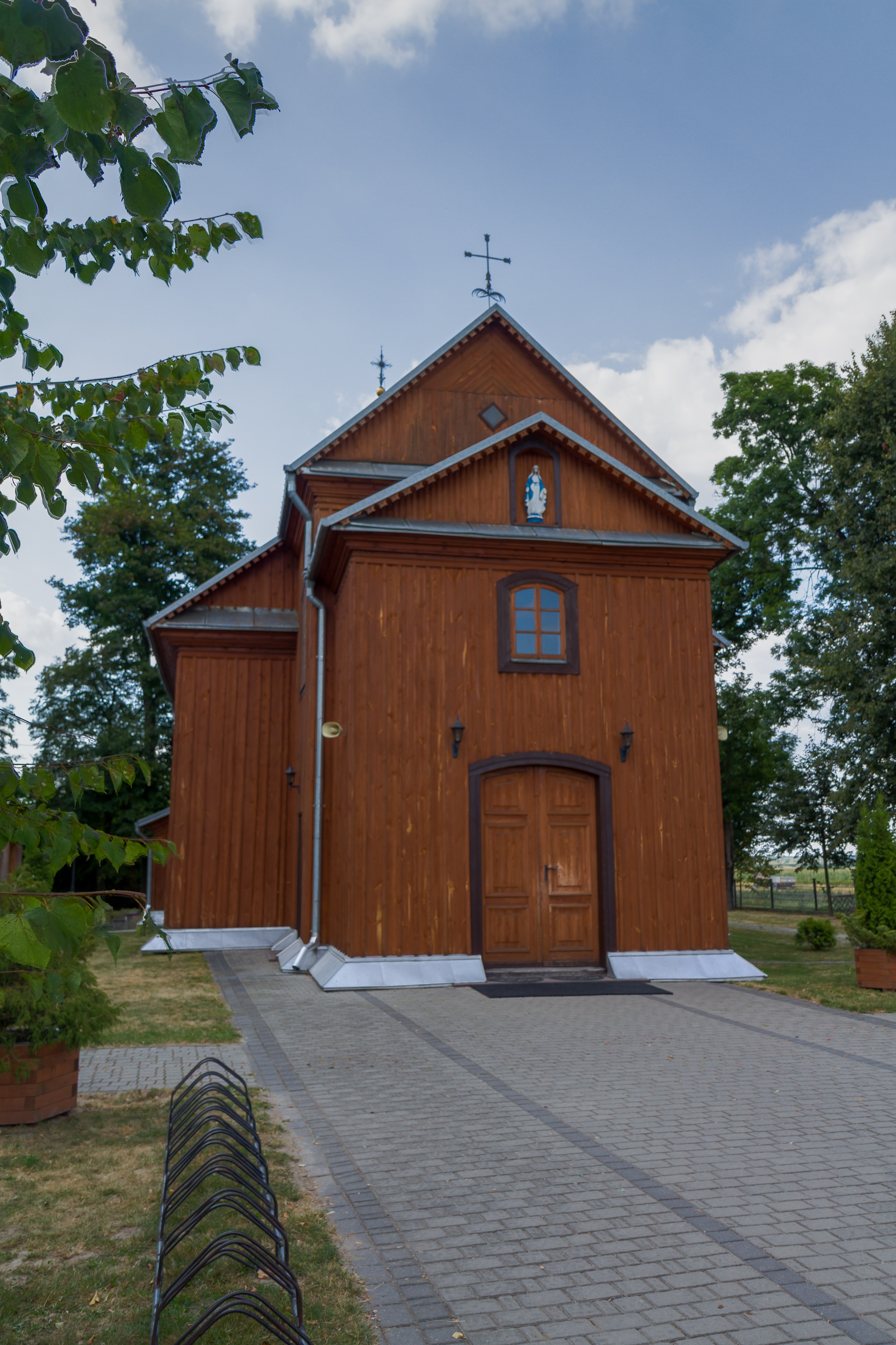
Колишня православна церква, нині римо-католицький костел

1646 року вперше згадується православна церква в селі.
1720 року в селі зведено греко-католицьку церкву.
У часи входження до складу Російської імперії належало до Радинського повіту Сідлецької губернії.
За даними етнографічної експедиції 1869—1870 років під керівництвом Павла Чубинського, у селі та на однойменному фільварку переважно проживали греко-католики, які розмовляли українською мовою. 1872 року місцева греко-католицька парафія налічувала 1350 вірян.
У міжвоєнні 1918—1939 роки польська влада в рамках великої акції закриття та руйнування українських храмів на Холмщині і Підляшші перетворила місцеву православну церкву на римо-католицький костел.
У 1975—1998 роках село належало до Білопідляського воєводства.

## Населення
Демографічна структура станом на 31 березня 2011 року:
|          | Загалом | Допрацездатний вік | Працездатний вік | Постпрацездатний вік |
| -------- | ------- | ------------------ | ---------------- | -------------------- |
| Чоловіки | 264     | 49                 | 175              | 40                   |
| Жінки    | 248     | 49                 | 124              | 75                   |
| Разом    | 512     | 98                 | 299              | 115                  |